# Toquí capblanc
El toquí capblanc o toquí carablanc (Atlapetes albiceps) és un ocell de la família dels passerèl·lids (Passerellidae).

## Descripció i ecologia
Mesura uns 16,5 cm. Té el dors, la cua, i el pit gris. La zona ventral és gris-bruna. El cap és majoritàriament blanc amb una corona grisa i estreta que es projecta fins al clatell. Té una franja malar negra. Té una cridanera taca blanc a l'ala.
S'alimenta en matolls i vores de boscos semi humits i caducifolis. És similar al toquí alablanc (Atlapetes leucopterus) però es distingeix perquè aquest té el cap gairebé negre i el toquí capblanc el té blanc en gran part.

## Hàbitat i distribució
Habita zones àrides amb matolls i bosc al vessant del Pacífic del sud-est de l'Equador i nord-oest del Perú en elevacions que van des de gairebé el nivell del mar fins a 1400 m.

## Etimologia
El nom «Atlapetes» deriva del grec antic “Atles” que en la mitologia grega va ser un tità que va ser convertit en una muntanya. «Pets» deriva també del grec antic i significa “ocell”. L'epítet «albiceps» prové del grec antic d'«albus» que significa “blanc” i «ceps» “amb cap”.